# Sibbo kommunvapen

Sibbo vapen

Sibbo kommunvapen utformades för Sibbo kommun av Olof Eriksson. Det bygger på en gammal sägen från bygden, som säger att ortens första invånare skall ha kommit till platsen seglande i ett vikingaskepp som hade ett varghuvud i stäven. Det fanns en viss opposition mot vapnet när det fastställdes, eftersom vargen sågs som en för aggressiv symbol, men vargen var ändå självklar för de flesta i kommunen. Invånare i Sibbo kallas ibland för "Sibbovargar", ett smeknamn eller tillmäle som är känt åtminstone sedan 1700-talet. Den av vågskuror bildade bjälken syftar på Sibbo å.

## Blasonering
Blasoneringen lyder: "I svart fält en medelst vågskuror bildad sänkt bjälke och däröver ett varghuvud, allt av silver."